# Cornelia de proscriptiones et proscriptis
Cornelia de proscriptione et proscriptis va ser una llei romana de Luci Corneli Sul·la establerta l'any 672 de la fundació de Roma (81 aC) quan ja havia vençut els partidaris de Mari, on establia llargues llistes de proscrits.
La proposta de la llei la va fer el cònsol Luci Valeri Flac i va ser votada als comicis centuriats. La llei també prohibia donar asil a un proscrit fins i tot si eren el pare, el fill o el germà. Premiava amb dos talents al qui matava a un proscrit fins i tot si ho feia un esclau o un parent directe. Confiscava els seus béns que es venien en subhasta, i excloïa als seus descendents de les magistratures. Es diu que el cònsol Gai Cecili Metel Caprari va dir en veure les llistes: "Sobre qui governarem, si hem matat als qui anaven armats a la guerra i ara matem als qui no van armats a la pau?". Aquesta llei la va abolir Juli Cèsar amb la llei Julia proscriptorum.